# Thawatchai Inprakhon
Thawatchai Inprakhon (thailändisch ธวัชชัย อินทร์ประโคน, * 31. März 2003) ist ein thailändischer Fußballspieler.

## Karriere

### Verein
Thawatchai Inprakhon erlernte das Fußballspielen in der Jugendmannschaft von Buriram United. Hier unterschrieb er am 9. August 2022 auch seinen ersten Vertrag. Der Verein aus Buriram spielt in der ersten thailändischen Liga. Sein Erstligadebüt gab Thawatchai Inprakhon am 7. Mai 2023 (29. Spieltag) im Auswärtsspiel gegen den Ratchaburi FC. Bei dem 1:1-Unentschieden wurde er in der 58. Minute für Arthit Boodjinda eingewechselt. Am Ende der Saison feierte er mit Buriram die thailändische Meisterschaft. In seiner ersten Profisaison bestritt er zwei Erstligaspiele. Am 20. Mai 2023 stand er mit Buriram im Endspiel des Thai League Cup. Das Finale wurde mit 2:0 gegen den Erstligisten BG Pathum United FC gewonnen. Im gleichen Monat, am 28. Mai, gewann er mit Buriram den thailändischen Pokal. Im Finale bezwang man den Erstligisten Bangkok United mit 2:0. Im Januar 2024 wechselte er auf Leihbasis zum ebenfalls in der ersten Liga spielenden Police Tero FC. Am Ende der Saison 2023/24 belegte er mit Police Tero den 15. Tabellenplatz und musste somit in die zweite Liga absteigen. Nach dem Abstieg kehrte er nach Buriram zurück. Hier wurde sein Vertrag im Sommer 2024 nicht verlängert. Im Juni 2024 unterschrieb er einen Vertrag beim Erstligisten BG Pathum United FC. Hier bestritt er in der Hinrunde sieben Ligaspiele. Im Januar 2025 wechselte er auf Leihbasis zum japanischen Drittligisten Nara Club. Für den Verein kam er weder in der Liga noch im Pokal zum Einsatz. Im Sommer 2025 kehrte er nach Thailand zurück. Im Juli 2025 wechselte er ebenfalls auf Leihbasis zum Erstligisten Chiangrai United.

### Nationalmannschaft
Thawatchai Inprakhon spielte 2022 siebenmal in der thailändischen U19-Nationalmannschaft und viermal in der U23-Nationalmannschaft. Mit der U19 nahm er an der AFF U19-Youth Championship in Indonesien teil. Mit dem Team belegte er den vierten Platz. Mit der U23 spielte er bei der AFF U-23 Championship in Kambodscha. Hier unterlag man im Finale mit 0:1 der Elf von Vietnam.

## Erfolge

### Verein
Buriram United
- Thailändischer Meister: 2022/23
- Thailändischer Ligapokalsieger: 2022/23
- Thailändischer Pokalsieger: 2022/23

### Nationalmannschaft
Thailand U23
- AFF U-23 Championship: 2022 (2. Platz)